# Eupogonius strandi
Eupogonius strandi là một loài bọ cánh cứng trong họ Cerambycidae.